# Baraguá
Baraguá – miasto na Kubie, w prowincji Ciego de Ávila. W 2004 miasto to zamieszkiwało 32 408 osób.